# El Pobo de Dueñas
El Pobo de Dueñas è un comune spagnolo di 134 abitanti situato nella comunità autonoma di Castiglia-La Mancia.